# Notepad++
Notepad++は、Microsoft Windowsで動作する自由ソフトウェアのテキストエディタ。Stack Overflowが毎年実施している人気調査によれば、2015年で1位、2021年で3位と上位に位置している。

## 歴史
Notepad++は、2003年9月に台湾人の侯今吾によって開発された。Donは、会社でJEXT（Javaベースのテキストエディタ）を使用していたが、そのパフォーマンスの低さへの不満から、Scintillaを用いてC++でテキストエディタの開発を始めた。彼は、会社によってこの開発に関するアイディアが退けられたため、彼自身の個人的な時間を割いて開発を進めた。Notepad++は、Microsoft Windows用のアプリケーションとして構築されている。開発者は、wxWidgetsを用いてmacOSとUNIXプラットフォームへ移植することを検討したが、最終的にはこれは断念された。
Notepad++は、最初、Windows向けのみのアプリケーションとして2003年11月25日、SourceForgeに公開された。Scintillaコンポーネントをベースにしており、C++を用いて書かれているが、パフォーマンスの向上とプログラムサイズの削減のため、STLのみをWin32 APIコールとして用いている。
2010年1月、米国政府は、アメリカを拠点に開発されているオープンソースプロジェクトについて、キューバ、イラン、北朝鮮、スーダン、シリアからのアクセス禁止を義務付けた。開発者は、これが自由ソフトウェア、オープンソース・ソフトウェアの思想にたいする侵害であると感じられたため、2010年7月、Notepad++は、米国の司法管轄権から退出した。ただし、フォーラムやバグトラッカーなどいくつかのコミュニティサービスは、2015年にNotepad++がSourceforgeから撤退するまでとどまり続けた。
2011年、Lifehackerは、Notepad++を"The Best Programming Text Editor for Windows"とした。これは「もし単純、軽量で拡張可能なプラグラミング向けのテキストエディタを好むなら、フリーでオープンソースなNotepad++がファーストチョイスとなる」というものである。Lifehackerは、2014年には、読者による投票に基づいてNotepad++を"Most Popular Text Editor"に選出している。
2015年には、前述のようにNotepad++はSourceForgeを完全に撤退し、フォーラムはNodeBBに、バグトラッカーはGitHubに移転している。
7.9.2を持ってXPへのサポートを終了し、ライセンスもGPLv3に改められた。

## 詳細
Notepad++の開発目的は、自在にカスタマイズ可能なGUIを備えたスリムで効率的なバイナリを提供することである。本ソフトウェアはScintillaというコンポーネントをベースにしており、Win32 APIコールを用いてSTLを利用したC++で記述されている。
なお、Scintillaは複数行にわたる正規表現の検索と置換をサポートしていないが、Notepad++はこの問題を解決し得るプラグインを有している。

### 特徴
- マクロとプラグイン
  - 多くのテキスト変換のオプションを提供するTextFXと呼ばれるユーザが書いたプラグインがデフォルトで含まれている
- 自動補完（言語とファイル）
- ブックマーク
- シンタックスハイライト（加えて、括弧とインデントのハイライト）
- 正規表現による検索と置換
- 画面分割（スクロールの同期も可能）
- ズーム
- スペルチェッカ（組み込まれているがAspellを要する）
- Hex編集（標準インストールに含まれるプラグイン）
- タブエディタ（多段表示にも対応）
- FTPブラウザ（標準インストールに含まれるプラグイン）
- 様々な文字コードのサポート
- 自動アップデート

次に列挙されているように多数のコンピュータ言語向けのシンタックスハイライト（構文の強調表示や変数・関数の色分けや折り畳みなど）のサポートが本ソフトウェアの特徴である。更に、ユーザー言語定義システムを利用すれば、たとえばMediaWikiやFortran 90、CAPLといった、デフォルトで定義されていない言語のシンタックスハイライトをユーザーが自ら作成できる。
- ActionScript
- Ada
- ASN.1
- ASP
- アセンブリ言語
- AutoIt
- AviSynthスクリプト
- BaanC
- BAT
- Blitz BASIC
- C言語
- C#
- C++
- Caml
- CMake
- COBOL
- Csound
- CoffeeScript
- CSS
- D言語
- diff
- Erlang
- ESCRIPT
- Forth
- FORTRAN
- FreeBASIC
- Gui4Cli
- Haskell
- HTML
- MS INIファイル
- Inno Setupスクリプト
- Intel HEX
- Java
- JavaScript
- JSON
- JSP
- KiXtart
- LaTeX
- LISP
- Lua
- makefile
- MATLAB
- MMIXAL
- Nim (Nimrod)
- nnCrontab
- NSYS
- Objective-C
- OScript
- Pascal
- Perl
- PHP
- PostScript
- PowerShell
- Properties
- PureBasic
- Python
- R言語
- REBOL
- レジストリ (*.reg)
- リソースファイル
- Ruby
- Rust
- シェルスクリプト・Unix Shell Script
- Scheme
- Smalltalk
- SPICE
- SQL
- Swift
- S-record
- Tcl
- Tektronix extended HEX
- TeX
- txt2tags
- Verilog
- VHDL
- Visual Basic・VBScript
- Visual Prolog
- XML
- YAML